# Lichtenstein (Radar)

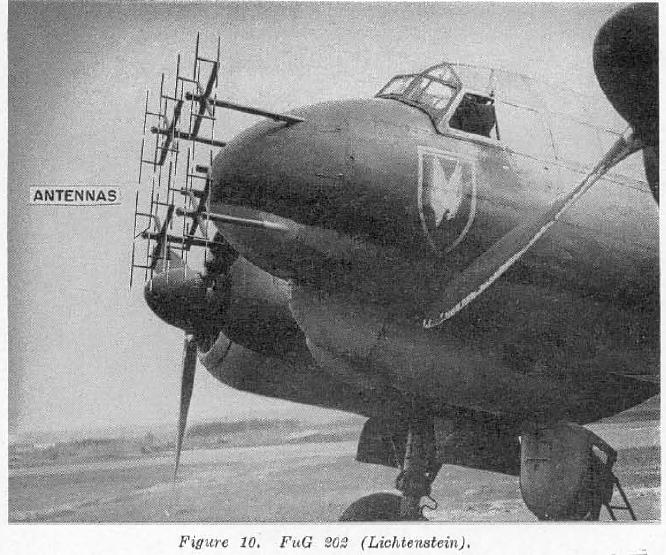
Ju 88 mit Radarantenne des FuG 202 „Lichtenstein“

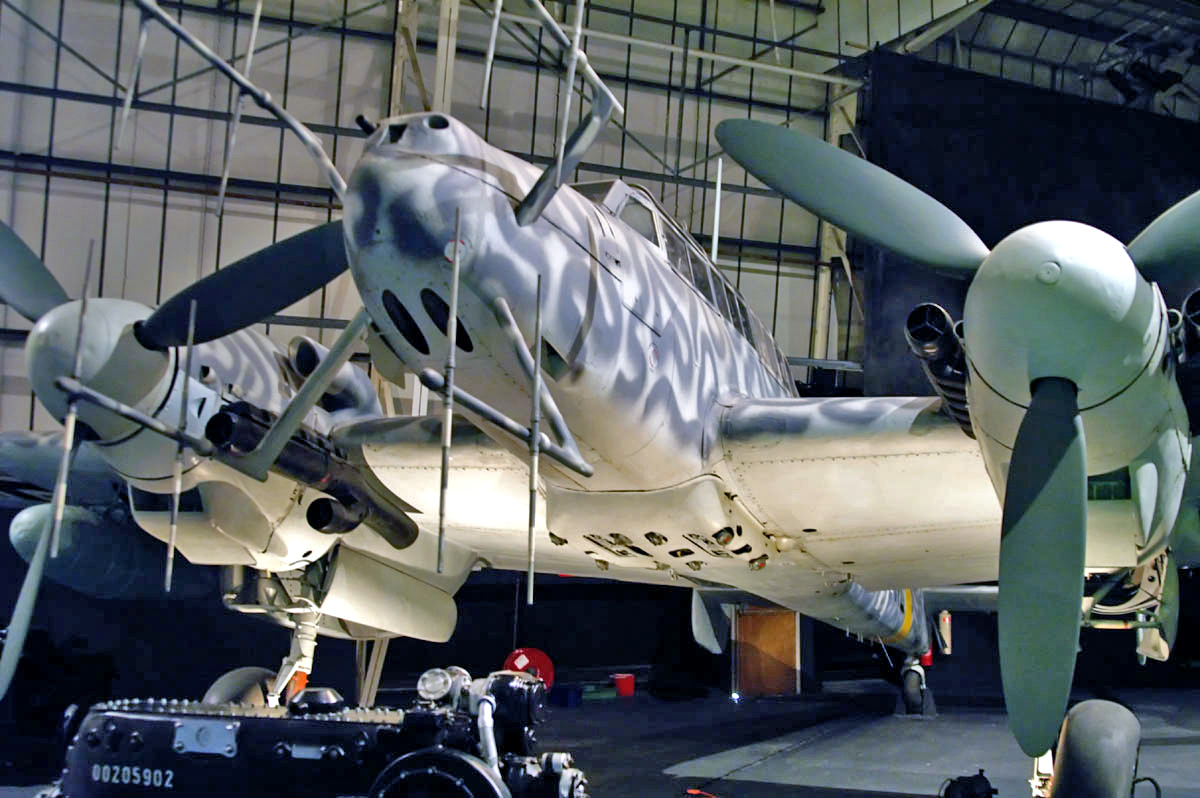
Ein Nachtjäger Messerschmitt Bf 110G im RAF-Museum in Hendon, mit der mittleren Version der „Hirschgeweih“-Antenne zur Verwendung mit dem FuG 220 „Lichtenstein SN-2“-Radar.

Das Lichtenstein-Gerät, eine Entwicklung von Telefunken, war eines der ersten Bordradargeräte, das der deutschen Luftwaffe im Zweiten Weltkrieg zur Verfügung stand.

## Geschichte
Erste Erprobungen fanden Mitte 1941 statt. Im Jahre 1942 wurde die erste Version FuG 202 (Funk-Gerät) Lichtenstein B/C eingesetzt. Sie arbeitete auf einer Wellenlänge von 75 cm (490 MHz im unteren UHF-Band) und erforderte relativ große Antennen, die schnell den Spitznamen „Matratze“ aufkommen ließen.
Das Bordradar ermöglichte es Nachtjägern der deutschen Luftwaffe, feindliche Bomber anzugreifen. Sie nutzten zunächst konventionelle Methoden und später, als diese durch Reaktionen der Gegner unwirksam wurden, das Nachtjagdverfahren „Zahme Sau“.
Im Jahre 1943 wurde eine verbesserte Version als FuG 212 Lichtenstein C-1 mit einem größeren und breiteren Erfassungsbereich ausgeliefert. Zu diesem Zeitpunkt hatten die Briten bereits Methoden zur Störung von Radargeräten erprobt. Nachdem im April 1943 ein Nachtjäger vom Typ Ju 88 C-6 mit einem FuG 202 B/C in England gelandet war, erfuhren die Briten Details über das deutsche Flugzeug-Bordradar. Aus der Wellenlänge ergab sich die Länge der Aluminiumstreifen (in Deutschland als Düppel, in England als Window bezeichnet), mit der man das FuG 202 B/C stören konnte. Dies machte das Bordradarsystem für einige entscheidende Wochen weitgehend nutzlos.
Schon im Februar 1942 hatten die Briten im Zuge der Operation Biting Teile des deutschen Radarsystems „Würzburg“ erbeutet und so dessen Wellenlänge herausgefunden. Seitdem störten sie dieses System mit 26,8 cm langen Düppeln.
Spät im Jahre 1943 begann die Luftwaffe, das verbesserte Gerät FuG 220 Lichtenstein SN-2 zu verwenden, das auf der niedrigeren Frequenz von 90 MHz am unteren Ende des VHF-Rundfunkbands arbeitete. Das Gerät war weit weniger empfindlich gegen elektronische Störmaßnahmen, wegen der größeren Wellenlänge musste die Antennenanlage jedoch deutlich vergrößert werden, was die Höchstgeschwindigkeit der Nachtjäger um mehr als 50 km/h reduzierte. Diese Antennenanlage wurde unter dem Spitznamen „Hirschgeweih“ bekannt. Die ersten SN-2-Geräte hatten einen großen Minimalabstand von 500 m zum Ziel, der eine zusätzliche kleinere Antenne an der Flugzeugnase und ein zweites Lichtenstein B/C oder C-1 für den Abstandsbereich unter 500 m erforderlich machte. Im Frühjahr 1944 konnte durch Verbesserungen am SN-2 auch der untere Abstandsbereich abgedeckt werden.
Am 28. April 1944 landete eine Bf 110 mit dem Kennzeichen C9+EN mit dem Lichtenstein-Radar nach nicht abschüttelbarer Blendung durch Scheinwerfer auf dem Flughafen Dübendorf in der Schweiz. Das Radar wurde umgehend von Spezialisten der ETH untersucht, unter anderem auch in Feldversuchen, wobei das Flugzeug auf eine Rampe gezogen wurde, um das Radar in die Luft zu richten. Nachdem deutscherseits auch ein Angriff auf Dübendorf in Erwägung gezogen worden war, wurde vereinbart, das Flugzeug unter deutscher Aufsicht zu zerstören, im Gegenzug konnte die Schweiz 12 Jagdflugzeuge des Typs Bf 109G erwerben, zudem erleichterte der Vorfall den Kauf zweier Würzburg-Radargeräte durch die Schweiz, die schon seit längerer Zeit vorbereitet worden war.
Am 13. Juli 1944 fiel die verbesserte Version des SN-2 den Alliierten in die Hände, nachdem eine voll ausgerüstete Ju 88 G-1 wegen eines Navigationsfehlers irrtümlich auf der RAF-Basis Woodbridge im Südosten Englands gelandet war. Die Besatzung bemerkte den Fehler zu spät; sie hatte keine Zeit mehr, das Radargerät und das Freund-Feind-Erkennungs-Gerät („Erstling“) zu zerstören. Ebenfalls an Bord dieser Ju 88 befand sich das den Alliierten bisher unbekannte FuG 227 Flensburg zur Anpeilung von Emissionen des in britischen Bombern installierten Monica-Radars. Dieser Fehler der Besatzung führte zur umgehenden Abschaltung aller Monica-Radargeräte und der Blockierung einiger Frequenzbereiche des SN-2. Deutsche Nachtjäger erhielten darauf eine neue Version der „Hirschgeweih“-Antenne mit um 45 Grad geneigten Dipolen für besseren Empfang der nicht blockierten Frequenzen.
Gegen Ende des Jahres 1944 wurde die Morgenstern-Antenne entwickelt, die endlich klein genug war, um in der Flugzeugnase der Ju 88 unter einer Holzabdeckung installiert werden zu können. Das SN-2 wurde zum FuG 228 Lichtenstein SN-3 weiterentwickelt; es wurde aber nicht mehr in großem Umfang eingesetzt. Die Alliierten brauchten einige Zeit, um Störmaßnahmen gegen das SN-2 zu entwickeln; ab Ende 1944/Anfang 1945 waren sie erfolgreich durchführbar.
Ein neues System mit 9 cm Wellenlänge war das FuG 240 „Berlin“, das auf der Technologie eines erbeuteten alliierten Hohlraum-Magnetrons basierte. Dieses System wurde in einigen Ju 88 G-6 erprobt; es wurde bis zum Kriegsende in 25 Exemplaren produziert.
Die britischen Nachtjäger de Havilland DH.98 Mosquito waren mit einem Gerät namens Serrate ausgerüstet, das ihnen die Verfolgung der deutschen Nachtjäger auf Grund der Funkabstrahlung der Lichtenstein-B/C-, C-1- und SN-2-Geräte ermöglichte. Ein System namens Perfectos zur Abfrage der deutschen „Erstling“-Freund-Feind-Kennungsgeber befand sich ebenfalls an Bord der Mosquitos.

## Galerie

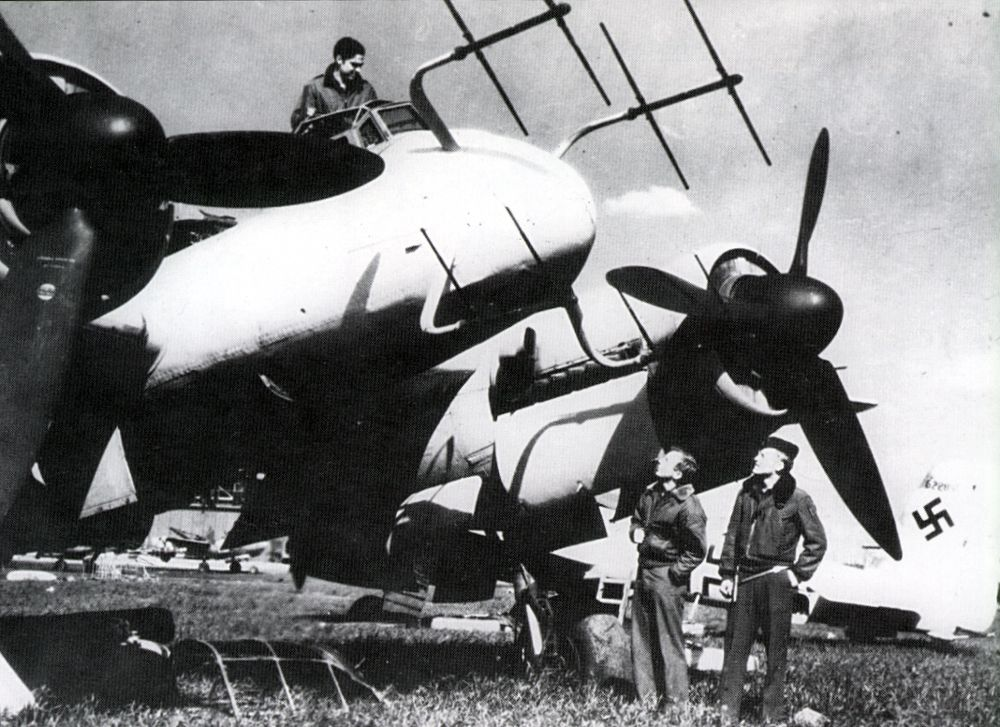
US-Soldaten untersuchen einen Nachtjäger Ju 88 G-6 auf dem Fliegerhorst Wunstorf bei Hannover
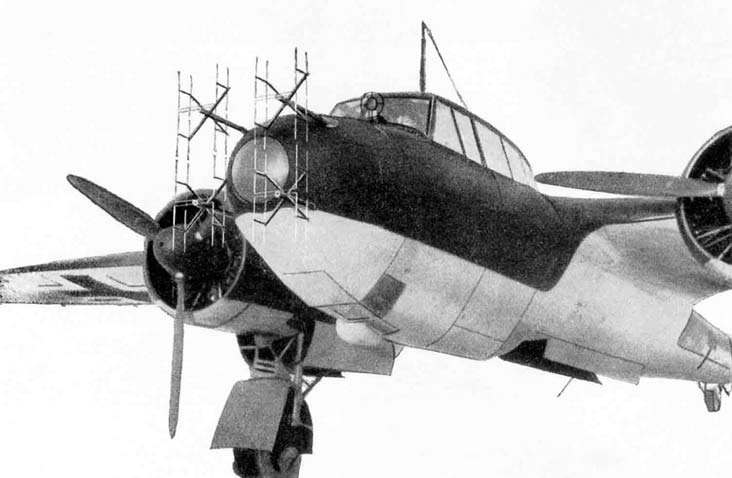
FuG 202 an einer Dornier Do 17
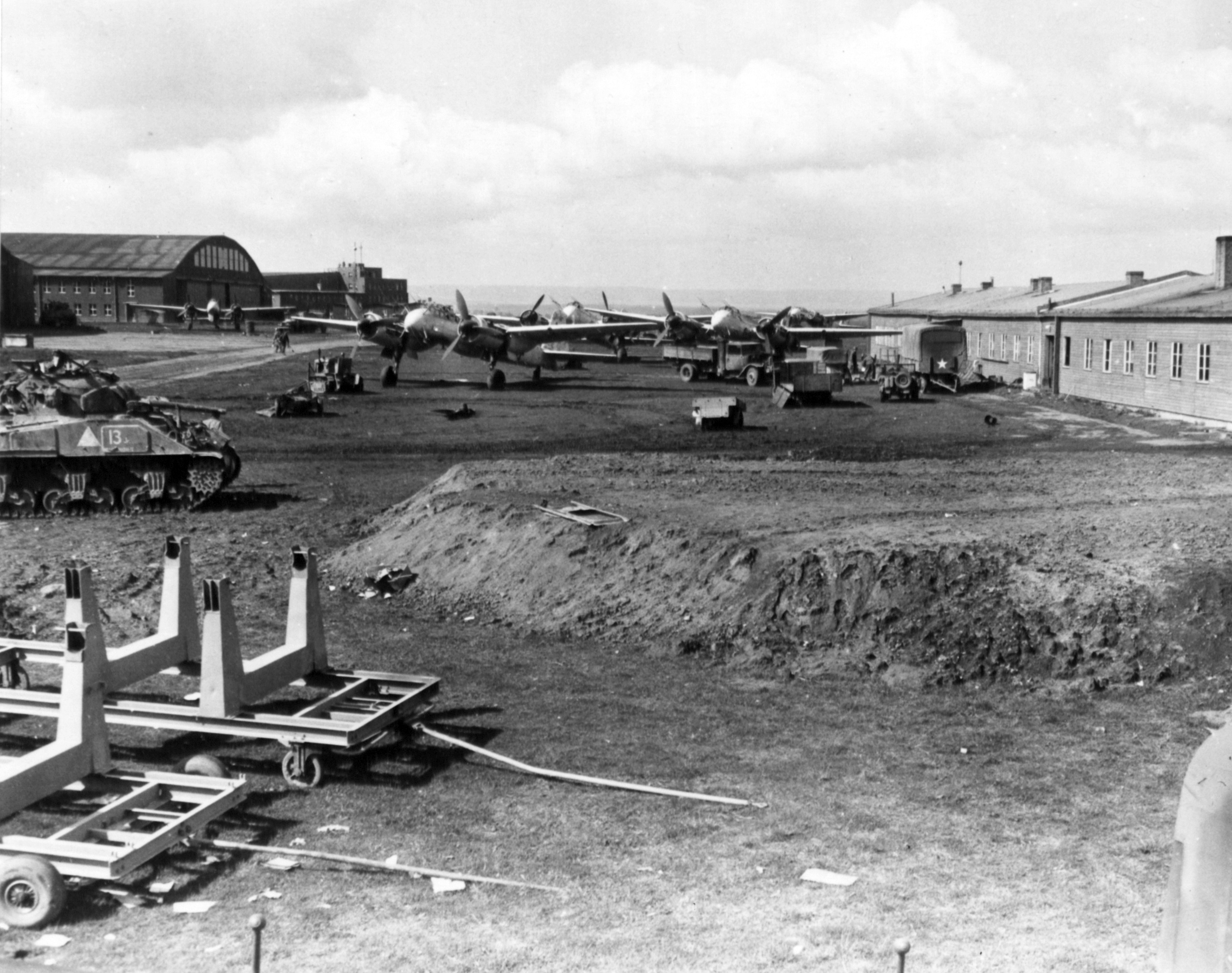
Ju 88 mit „Hirschgeweih“ auf dem Fliegerhorst Langensalza in Thüringen
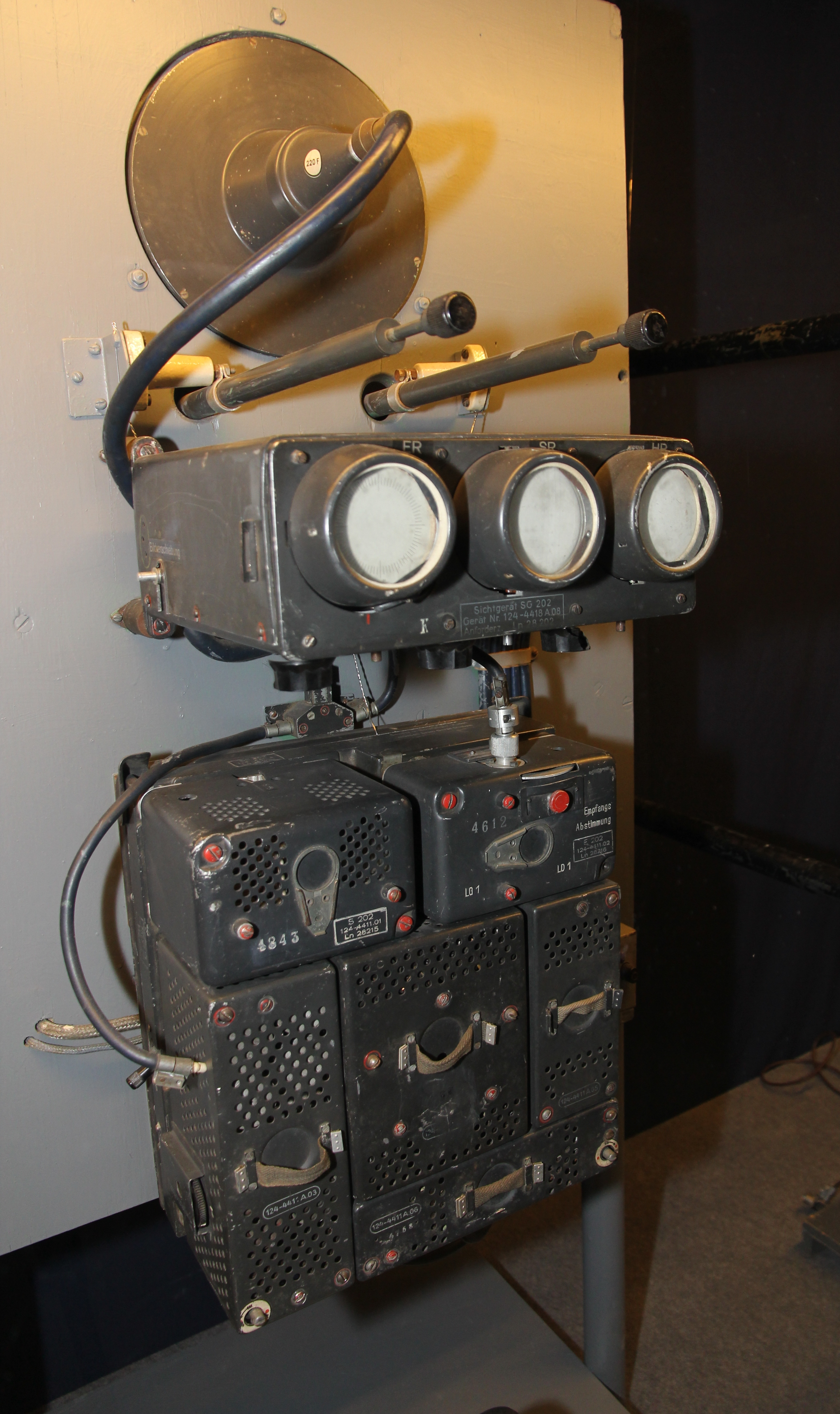
Anzeige mit drei Kathodenstrahlröhren

## Technische Daten
| Typ                    | FuG 202                                                       | FuG 214/216                         | FuG 220        |
| ---------------------- | ------------------------------------------------------------- | ----------------------------------- | -------------- |
| Sendefrequenz          | 410–540 MHz                                                   | 335–362 MHz                         | 90 MHz         |
| Empfangsfrequenz       | 479–499 MHz                                                   | 335–362 MHz                         | 90 MHz         |
| Impulsleistung         | 450 W                                                         | 450 W                               | 2000–2500 W    |
| Impulsdauer            | 1 μs                                                          | 1 μs                                | 1 μs           |
| Impulsfrequenz         | 2700 Hz                                                       | 2700 Hz                             | 292/295/298 Hz |
| Öffnungswinkel (−3 dB) | 30°                                                           | je 35° seitlich, 20° hoch, 55° tief |                |
| Peilgenauigkeit        | 3°                                                            |                                     |                |
| Stromversorgung        | 24 V DC, 8 A                                                  | unbekannt                           |                |
| Antennengewinn         | 13 dB                                                         |                                     | 5 dB           |
| Gewicht                | 55 kg je Satz                                                 | 55 kg je Satz                       |                |
| Röhrenbestückung       | 12 × RV12P2000, 2 × RS394, 7 × LV1, 5 × LD2, 2 × LG1, 5 × LD1 |                                     |                |
| Reichweite             | 0,2–4 km                                                      | 0,2–4 km                            | 0,5–5 km       |

Deutsche Quellen weichen teilweise von diesen Werten ab.